# Hanabi
Hanabi (花火?) è una parola giapponese, composta dai termini hana (fiore) e bi (fuoco), che indica i fuochi d'artificio.

## Hanabi taikai
La tradizione degli spettacoli pirotecnici (hanabi taikai) in Giappone risale alla metà del XVIII secolo e la loro esecuzione ha raggiunto livelli di perfezione, grazie anche all'utilizzo di tecnologie d'avanguardia e l'utilizzo di computer per aumentare la precisione.
Gli hanabi taikai sono a cadenza annuale e si svolgono solitamente tra luglio ed agosto, preceduti da una forte pubblicità.
I giapponesi si recano con largo anticipo nei luoghi in cui si tengono gli spettacoli, portandosi dietro teli con i quali si stendono nei giardini, nei parchi o lungo le strade (il traffico viene bloccato), mentre vengono organizzati stand di venditori di yakisoba (pasta fritta), yakitori (spiedini di pollo) e takoyaki (palline grigliate di polpo).
Il locale hanabi taikai è occasione tradizionale per inaugurare i nuovi yukata e jimbe, kimono di cotone leggero utilizzati nelle serate estive, mentre gli organizzatori distribuiscono i classici ventagli giapponesi.

## Hanabi tezutsu

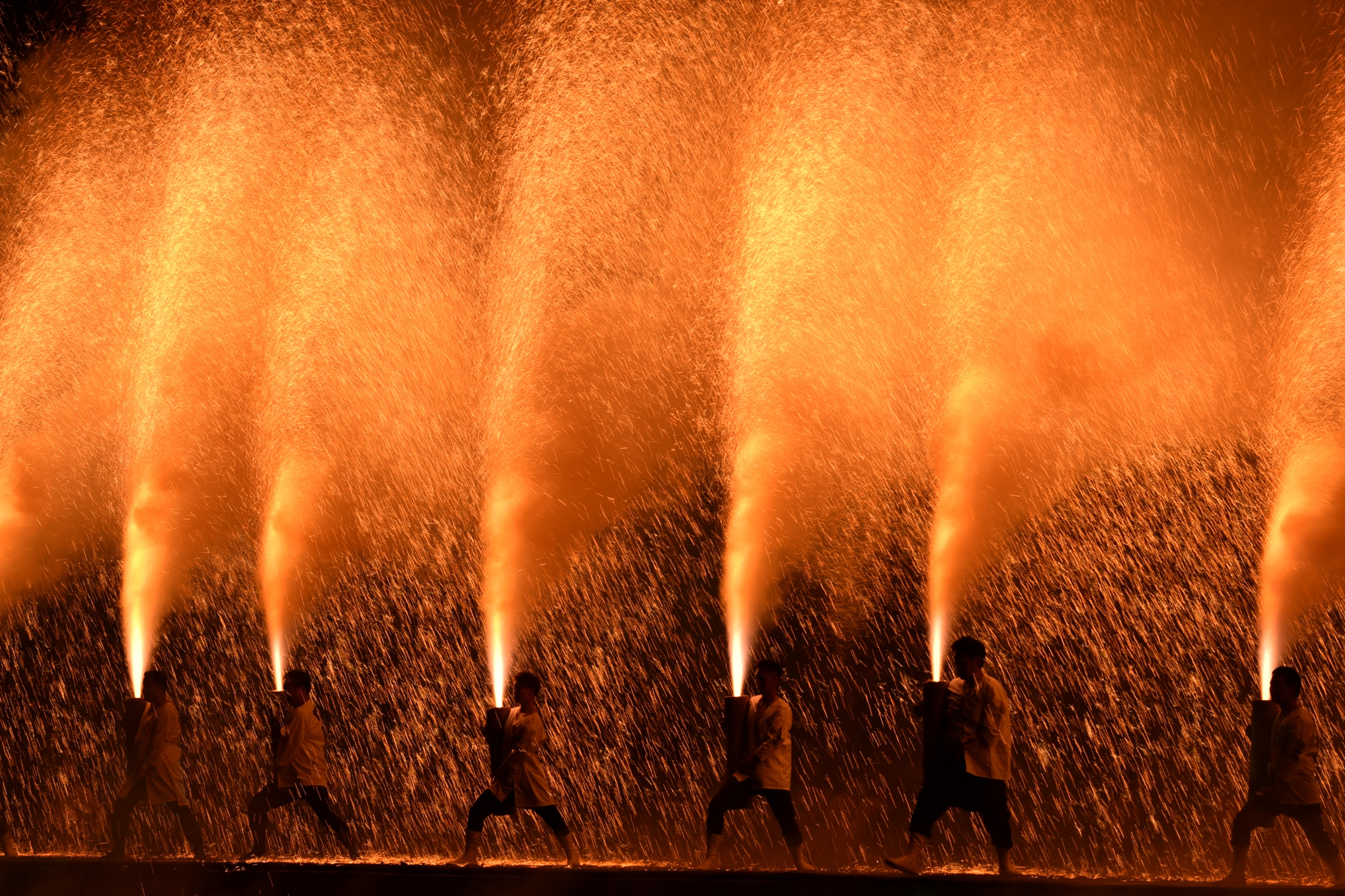
Spettacolo di hanabi tezutsu.

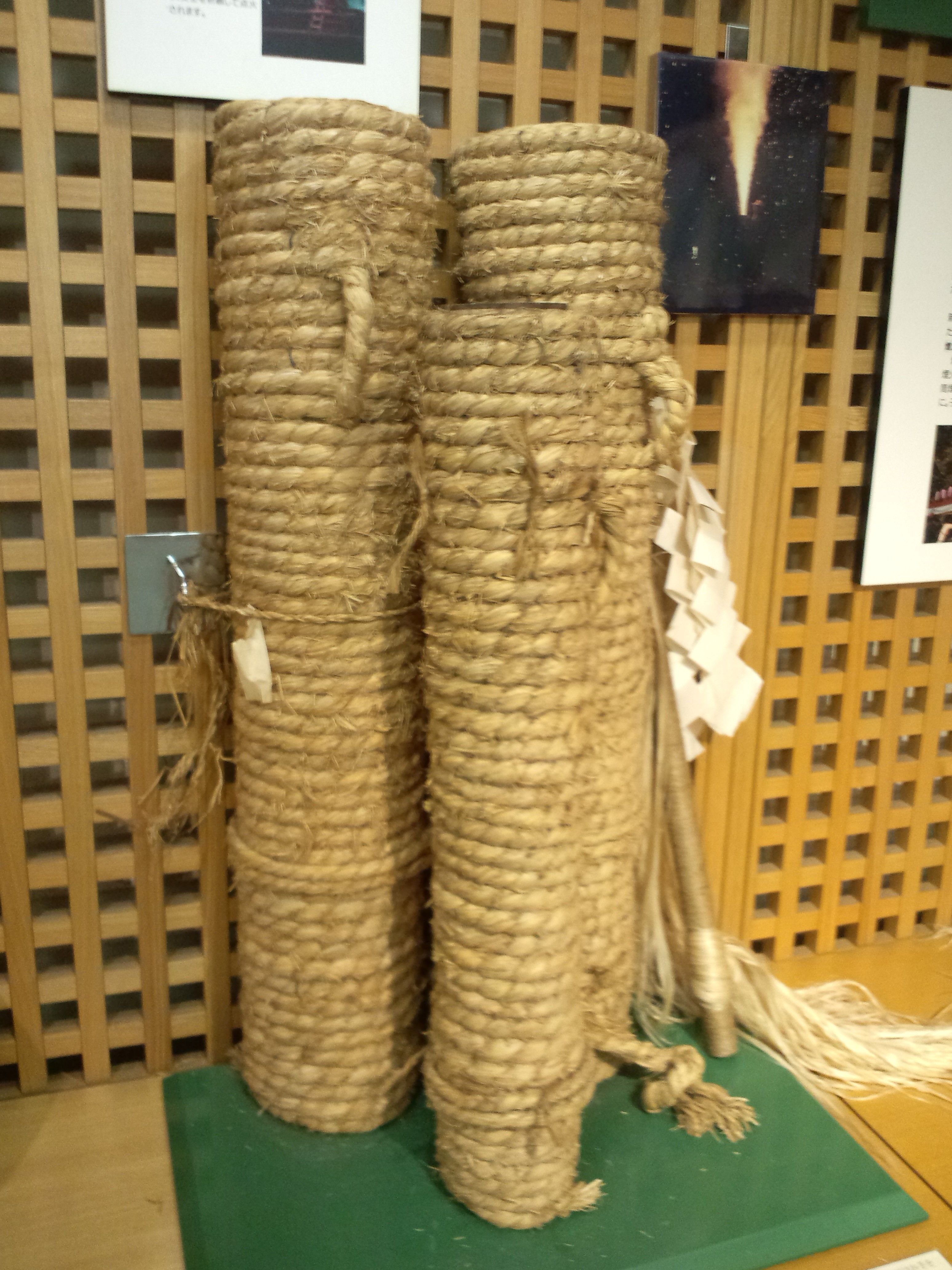
Noroshi

Gli hanabi tezutsu sono un particolare tipo di spettacoli pirotecnici dove si utilizzano dei particolari cannoni a mano costituiti da un recipiente cilindrico in bambù delle dimensioni di circa 80 cm di lunghezza e 15 cm di diametro, avvolto con delle corde di steli di riso intrecciati. Tali cannoni sono caricati nella cavità del bambù con circa 3 kg di una miscela esplosiva con un'antica formulazione. Originariamente, tali dispositivi, chiamati "Noroshi" erano utilizzati in ambito militare come mezzo di comunicazione nel campo di battaglia e tra i castelli.

## Spettacoli famosi
Ogni anno in Giappone si svolgono circa 7.000 spettacoli pirotecnici, i più conosciuti sono quelli di Sumida-gawa ("Sumidagawa Hanabi Taikai", 隅田川花火大会) a Tokyo e quelli dell'Isola di Miya-jima nella Provincia di Hiroshima.
I primi sono gli hanabi taikai più antichi, la loro prima edizione risale al periodo Tokugawa. Sotto lo shogun Tokugawa Yoshimune (1684-1751), l'ottavo della dinastia, si ebbe nel 1732 una carestia di enormi proporzioni. Il 28 maggio dell'anno seguente, lo shōgun organizzò una cerimonia per i morti, dedicata alla divinità dell'acqua per allontanare i pericoli di contagio. In tale occasione i ristoratori ebbero ufficialmente la possibilità di lanciare fuochi d'artificio presso il Ponte Ryogoku, chiamando la festa Ryogoku Kawabiraki (両国川開き). Col passare del tempo la festa divenne una competizione tra artigiani, tra le quali emersero due famiglie durante il tardo periodo Edo: i Tamaya (玉屋) e i Kagiya (鍵屋), i cui nomi venivano gridati dalla gente durante i lanci.
Sopravvissuti alla Restaurazione Meiji, la festa durò fino agli anni '20, quando venne sospesa per il traffico e la sovrappopolazione della zona.
Gli spettacoli ripresero nel 1978 sotto il nome attuale.
Lo spettacolo si svolge sulle sponde del fiume Sumida, nei dintorni della stazione della metropolitana Asakusa, l'ultimo sabato di luglio. Il lancio dei fuochi avviene tra le 19.10 e le 20.30 da due ponti di lancio: uno tra il Sakurabashi e il Kototoibashi, l'altro tra il Komagatabashi e l'Umayabashi. In questo lasso di tempo sono lanciati circa 20.000 razzi, anche se recentemente la densità delle case e le dimensioni ridotte del fiume hanno obbligato ad utilizzare una potenza limitata e hanno reso difficile trovare posizioni in cui vedere lo spettacolo. Ciò a favore di un altro spettacolo della capitale, quello del porto di Tokio, i cui fuochi raggiungono i 400 metri di diametro.
I fuochi dell'Isola di Miya-jima sono invece i più conosciuti. Si svolgono il 14 agosto presso il Santuario scintoista di Itsukushima-jinja, dietro il torii (portico) costruito direttamente sul mare.